# AftërLyfe
«AftërLyfe» es el tercer álbum de estudio del rapero estadounidense Yeat. Fue lanzado el 24 de febrero de 2023 por Geffen Records, Field Trip Recordings y Twizzy Rich. La continuación de su EP Lyfë (2022), contiene una única aparición especial de YoungBoy Never Broke Again, así como los alter ego de Yeat, Kranky Kranky y Luh Geeky.

## Fondo
Antes del lanzamiento del álbum, Yeat dijo que el álbum no era sólo «ritmos de rap normales. Es una nueva ola completamente diferente». También expresó que no quería «21 funciones en un álbum» y quería que «la gente simplemente me escuchara. Realmente no necesito a otras personas en mi música».

## Recepción crítica
Paul Attard, de Slant Magazine, señaló que el álbum está «compuesto de material de sonido demoníaco con poca atención a la secuencia» y que es «solo el propio Yeat subiendo o bajando ligeramente su voz una octava, lo que rompe la monotonía que aumenta lentamente». Concluyendo su reseña, añade que algunas canciones «muestran lo unidimensional que puede llegar a ser su estilo cuando el material se extiende demasiado», sin embargo, también señala que «a pesar de estos defectos, AftërLyfe confirma que en un mar de imitadores descarados, Yeat sigue siendo un verdadero original, aunque uno que necesita desesperadamente un editor».

## Listado de canciones
| Lista de canciones de AftërLyfe |                                                 |               |          |  |
| N.º                             | Título                                          | Productor(es) | Duración |  |
| 1.                              | «No More Talk»                                  | Bnyx          | 3:59     |  |
| 2.                              | «Shmunk» (featuring YoungBoy Never Broke Again) | Pink          | 3:50     |  |
| 3.                              | «Bettr Off»                                     | Leiso         | 3:50     |  |
| 4.                              | «Rave Party» (featuring Kranky Kranky)          | Dulio         | 3:19     |  |
| 5.                              | «Nun I'd Change»                                | Bnyx          | 3:31     |  |
| 6.                              | «Woa...!»                                       | Dulio         | 2:50     |  |
| 7.                              | «Now» (featuring Luh Geeky)                     | Bnyx          | 4:32     |  |
| 8.                              | «Slamm»                                         | Bnyx          | 2:25     |  |
| 9.                              | «7 Nightz»                                      | Dulio         | 3:05     |  |
| 10.                             | «Mean Feen» (featuring Kranky Kranky)           | Lukovic       | 3:12     |  |
| 11.                             | «How It Go»                                     | Dream Awake   | 3:04     |  |
| 12.                             | «Sum 2 Do»                                      | Bnyx          | 2:33     |  |
| 13.                             | «Back Up»                                       | Rision        | 2:13     |  |
| 14.                             | «Split»                                         | ChaseTheMoney | 2:23     |  |
| 15.                             | «Bad Bend/Demon»                                | Yeat          | 3:02     |  |
| 16.                             | «Heavyweight»                                   | Warpstr       | 2:29     |  |
| 17.                             | «Watch»                                         | Kele          | 2:17     |  |
| 18.                             | «Shhhh»                                         | DKanee        | 3:14     |  |
| 19.                             | «Back Home»                                     | Bnyx          | 3:31     |  |
| 20.                             | «Type Money»                                    | LL Clawz      | 3:12     |  |
| 21.                             | «Demon Tied»                                    | Bnyx          | 2:43     |  |
| 22.                             | «Myself»                                        | Bnyx          | 2:30     |  |
| 65:34                           |                                                 |               |          |  |

Notas
- Todas las canciones están estilizadas en mayúsculas y minúsculas. Además, cualquier título de canción que contenga la letra 'e' se reemplaza con 'ë', con la excepción de "Nun I'd Change", que se estiliza como "Nun id change". Por ejemplo, "No More Talk" se estiliza como "No morë talk". Si una canción contiene dos o más 'e', entonces solo se reemplaza la primera, con la excepción de "Type Money", que se estiliza como "Type monëy". Sin embargo, "Bettr Off" se estiliza como "Bëttr 0ff", "Rave Party" se estiliza como "Rav3 p4rty" y "Demon" en "Bad Bend/Demon" se estiliza como "DëMON".
- En la lista de canciones que Yeat compartió en Instagram, también enumeró la aplicación móvil Talking Ben como una característica de "How It Go", aunque esta función se eliminó antes del lanzamiento oficial de la canción.
- "Heavyweight" contiene coros de SeptembersRich.
- "Myself" contiene voces adicionales y guitarra de Bnyx. Bnyx también tocó la guitarra en "Back Home".
- El alter ego de Yeat, Luh Geeky, es estilizado en Spotify como "Luh geeky" y en Apple Music como "LUH GEEKY".

## Gráficos

### Gráficos semanales
| Gráfico (2023)                        | Lista posición |
| ------------------------------------- | -------------- |
| Australian Albums (ARIA)              | 58             |
| Austria (Ö3 Austria)                  | 11             |
| Bélgica (Ultratop flamenca)           | 29             |
| Bélgica (Ultratop valona)             | 157            |
| Canadian Albums (Billboard)           | 5              |
| Países Bajos (Album Top 100)          | 37             |
| Finlandia (Suomen Virallinen Lista)   | 37             |
| Alemania (Offizielle Top 100)         | 49             |
| Irlanda (OCC)                         | 25             |
| Lithuanian Albums (AGATA)             | 2              |
| New Zealand Albums (RMNZ)             | 17             |
| Noruega (VG-lista)                    | 10             |
| Suiza (Schweizer Hitparade)           | 9              |
| Reino Unido (UK Albums Chart)         | 20             |
| US Billboard 200                      | 4              |
| US Top R&B/Hip-Hop Albums (Billboard) | 2              |

### Gráficos de fin de año
| Gráfico (2023)                        | Posición |
| ------------------------------------- | -------- |
| US Top R&B/Hip-Hop Albums (Billboard) | 79       |